# هربرت آدامز (كاتب)
هربرت آدامز (بالإنجليزية: Herbert Adams)‏ (و. 1874 – 1958 م) هو كاتب، وكاتب سيناريو بريطاني، ولد في لندن، توفي في لندن، عن عمر يناهز 84 عاماً.